# W-VHS
W-VHSは、1993年（平成5年）1月8日、日本ビクター（現：JVCケンウッド）から発表された民生用アナログビデオ規格である。アナログハイビジョンの録画・再生を主目的としている。HD（高精細）、SD（標準画質）記録が可能で、S-VHS規格とVHS規格の上位規格として策定された。
1993年12月28日に日本ビクターより初のW-VHSレコーダー、HR-W1が発売された。その後、1995年に普及機かつ改良版のHR-W5が発売された。パナソニックからもHR-W5のOEM品であるNV-WV10が発売された。1990年代まではハイビジョンの需要が少なかったため、発売されたW-VHSの製品はこの3機種程度であり、殆ど普及しなかった。

## 概要
VHS規格シリーズの特徴に上位互換性が保証されていることがある。このためW-VHSはVHS・S-VHSなどのテープの再生・録画が可能となり、過去のライブラリーが有効活用できる利点がある。W-VHSテープに記録されたHD・SD映像は通常のVHS・S-VHS・D-VHSデッキでは正常に再生できないばかりか、カセット構造が異なるため、VHS・S-VHS・D-VHSデッキに無理に挿入すると故障の原因となる。
W-VHSは記録の方式やシステムについてはVHS方式を基本にしているが、テープはより高出力を求め塗布型のメタルテープ（MP）を採用し、カートリッジもDVテープのような防塵タイプとした。記録モードはハイビジョン記録が可能なHDモード、アナログ地上波放送などNTSC信号録用のSDモード、およびNTSC信号の2チャンネル同時録画が可能なSD2（2つのSD映像間で同期させる必要がある）モードがある。またテープへの記録方式は、ムービー利用や世界展開を見越し、MUSEではなく2トラックパラレル記録によるベースバンド方式である。このためMUSEハイビジョン放送をデッキ単体で録画できないが、録画した映像はハイビジョンテレビに接続するだけで再生できる。またNTSC信号の記録モードであるSDモードは、ハイビジョン180分用のテープで540分記録することができる。このときの記録周波数は輝度信号6.5MHz、色信号1.5MHz（HR-W1ベースの機種は1MHz）までとなっている。かつHDモードと同様に輝度信号と色信号をテープ上で別々の領域に記録するTCI方式を採用しているため、輝度と色の干渉がほとんど無く、メタルテープ化によるS/Nの向上もあってS-VHSと比較しても相当な画質向上が図られていた。そのため、ハイビジョン録画を行わないユーザー・業者でも、高画質なNTSC信号記録機器として導入する例が見られた。
規格制定当時は、将来の主流放送としてハイビジョンを想定していたが、MUSE方式に対応したテレビ・MUSEデコーダー・ビデオデッキいずれもSDのみ対応のテレビやノーマルVHS/S-VHSと比べてたいへん高額であり普及しなかったことから、民生用W-VHSビデオデッキは日本ビクターの2機種（HR-W1, HR-W5。いずれもSD2未対応）、そして家庭用ハイビジョンビデオの研究をしていた松下および日立がこれら2機種のOEM提供を受けて発売した物だけで終わった。業務用としては放送局・制作プロダクション向けに加え、医療用（手術の記録等）として病院向けにも販売された。2000年（平成12年）にはBSデジタル放送の開始に合わせて実質的な後継規格であるD-VHSが日本でも登場している。
2007年（平成19年）にMUSE方式を利用したハイビジョン放送（BS-9ch）が終了した為、W-VHS方式は役目をほぼ終えたと言えるが、別途BSデジタル放送・地上デジタル放送対応テレビやチューナー、CATV用デジタル放送対応セットトップボックス等を接続すれば、より高画質（ほぼハイビジョン画質）で記録・再生することが可能である。ただし、アナログハイビジョンの記録用途を想定して規格化されたため、有効水平走査線数が1032本であり、デジタルHDTVの1080本のうち1032本分しか記録できない。W-VHS専用テープは、120分の物をビクターアドバンストメディアが長らく製造・販売し、放送局や制作プロダクションなどによってはW-VHSを機材のひとつとして活用していた場合もあったが、2014年（平成26年）1月末をもってW-VHS専用テープは生産完了となった。
W-VHSを市場から追い出したデジタルハイビジョンはダウンサイジングが進み、2010年代後半のスマートフォンでも、W-VHSを凌駕する高画質を実現する事に成功した。スマートフォンであっても技術革新は著しく、動画再生だけでなく、搭載カメラで4K60fpsや8K24fpsの撮影も可能となっている。
現代において市場流通するW-VHSビデオデッキは、アナログハイビジョンの資産が少ないこともあり、高精度なヘッドに期待して、専らS-VHS以下の規格のビデオテープの高品質なデジタル化を行うために使われている。